# Flachleibmotten

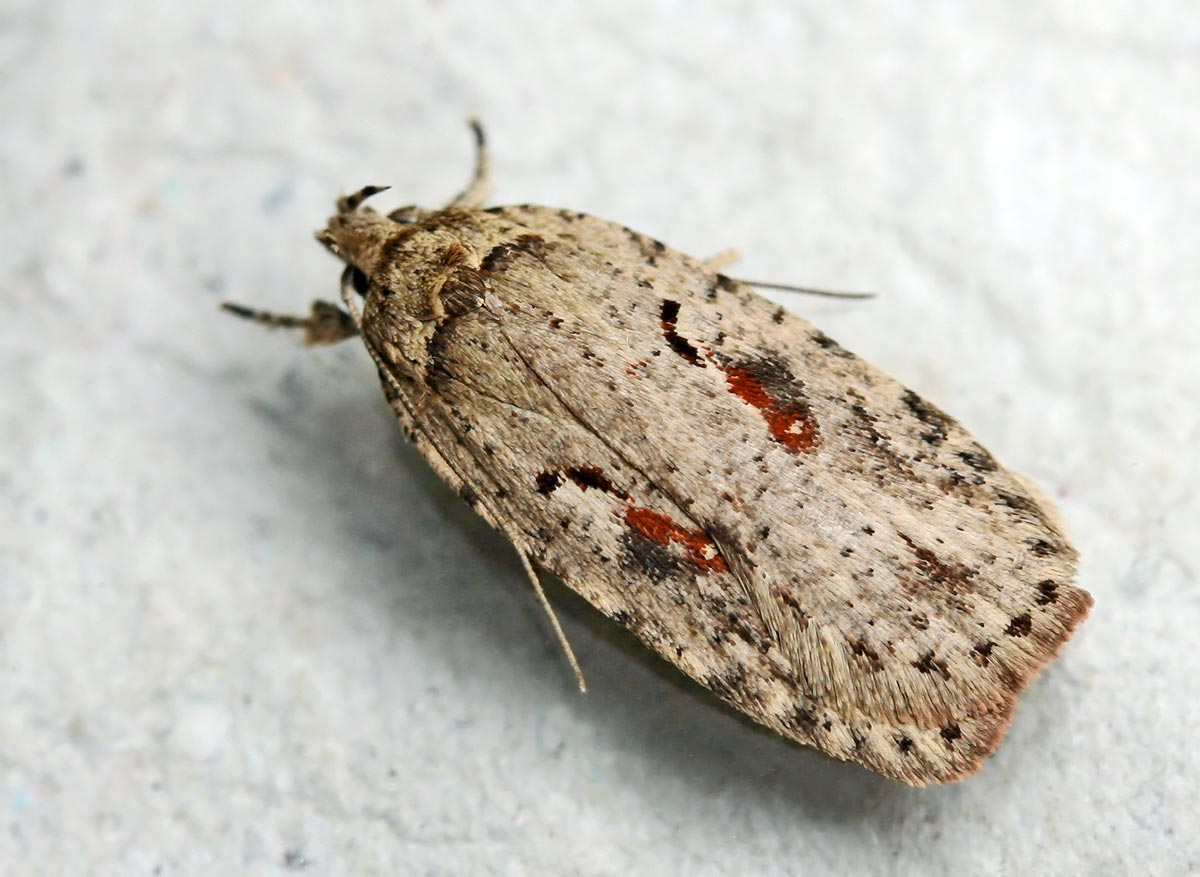
Agonopterix ocellana

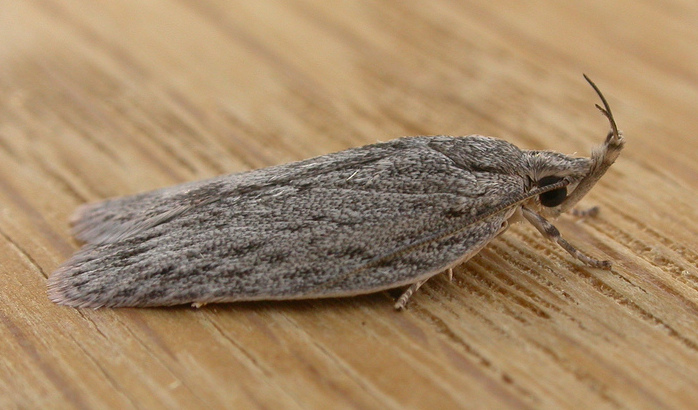
Pedois lewinella

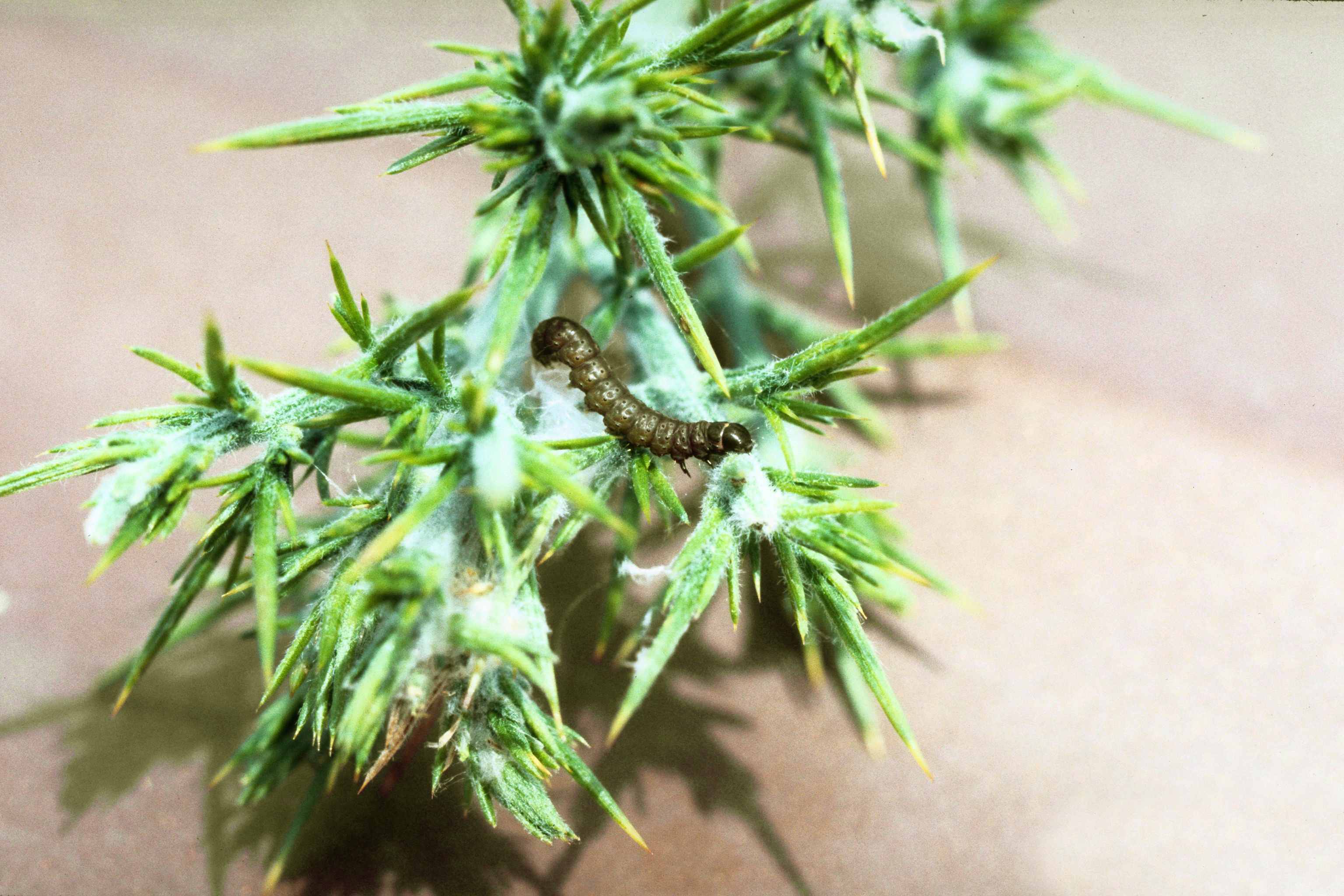
Raupe von Agonopterix ulicitella an Stechginster

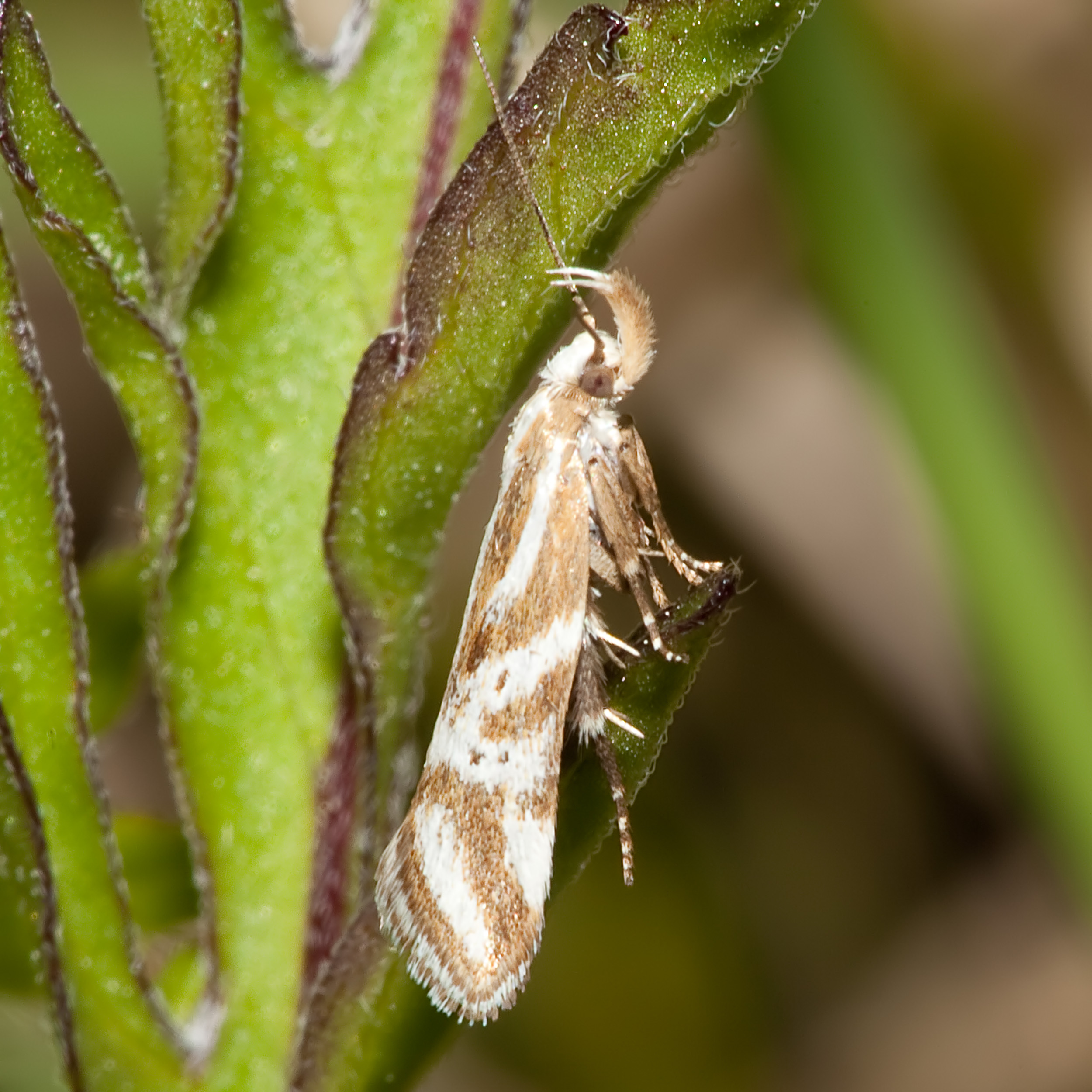
Orophia denisella

Die Flachleibmotten (Depressariinae) sind eine Unterfamilie der Grasminiermotten (Elachistidae). Die Unterfamilie tritt weltweit, mit Ausnahme zahlreicher Inselgruppen auf, ihr Hauptverbreitungsgebiet sind die gemäßigten Breiten. Von ihr sind mehr als 600 Arten bekannt, in Europa ist sie mit 175 Arten und Unterarten vertreten, in Mitteleuropa sind es 85 Arten. Von manchen Autoren wird die Gruppe als eigenständige Familie innerhalb der Gelechioidea angesehen, andere stellen sie als Unterfamilie in die Familie der Faulholzmotten (Oecophoridae).

## Merkmale
Die Maxillarpalpen sind in der Regel viergliedrig. Die Vorder- und Hinterflügel sind verhältnismäßig breit, der Körper der Falter ist flach gebaut, weswegen sie ihren deutschen, wie auch wissenschaftlichen Namen tragen. Auf den Hinterflügeln sind die Flügeladern Rs und M1 getrennt. Die Terga am Hinterleib haben normalerweise keine Dorne. Der Ovipositor der Weibchen ist nicht ausdehnbar.
Bei den Raupen befindet sich zwischen dem fünften und sechsten Punktauge (Ocellus) eine Lücke. Am ersten Thoraxsegment befinden sich normalerweise drei, selten zwei seitliche (laterale) Borsten, das erste Hinterleibssegment hat zwei oder drei subventrale Borsten und die erste subdorsale Borste am neunten Hinterleibssegment ist haarartig ausgebildet.

## Lebensweise
Die Imagines können sich durch ihren flachen Körperbau in schmalen Ritzen verstecken. Sie überwintern häufig in Strohdächern oder in Heuhaufen.
Die Raupen entwickeln sich normalerweise in zusammen gesponnenen Blättern, als Bohrer in Stängeln oder als Samen- oder Blütenfresser an Doldenblütlern (Apiaceae), Korbblütlern (Asteraceae), Birkengewächsen (Betulaceae), Haselnussgewächsen (Corylaceae), Hülsenfrüchtlern (Fabaceae), Buchengewächsen (Fagaceae), Malvengewächsen (Malvaceae), Rosengewächsen (Rosaceae), Rautengewächse (Rutaceae), Weidengewächsen (Salicaceae), Brennnesselgewächsen (Urticaceae) und sechs weiteren Familien der ehemaligen Zweikeimblättrigen  und ernähren sich von lebendem Pflanzenmaterial. Seltener leben die Raupen als Minierer in Blättern.

## Arten in Mitteleuropa
- Cacochroa corfuella (Lvovsky, 2000)
- Cacochroa permixtella (Herrich-Schäffer, 1854)
- Orophia denisella (Denis & Schiffermüller, 1775)
- Orophia ferrugella (Denis & Schiffermüller, 1775)
- Orophia mendosella (Zeller, 1868)
- Orophia sordidella (Hübner, 1796)
- Orophia zernyi (Szent-Ivány, 1942)
- Agonopterix abditella Hannemann, 1959
- Agonopterix adspersella (Kollar, 1832)
- Agonopterix alpigena (Frey, 1870)
- Agonopterix alstromeriana (Clerck, 1759)
- Agonopterix angelicella (Hübner, 1813)
- Agonopterix arctica (Strand, 1902)
- Agonopterix arenella (Denis & Schiffermüller, 1775)
- Agonopterix aspersella (Constant, 1888)
- Agonopterix assimilella (Treitschke, 1832)
- Agonopterix astrantiae (Heinemann, 1870)
- Agonopterix atomella (Denis & Schiffermüller, 1775)
- Agonopterix banatica Georgesco, 1965
- Agonopterix bipunctosa (Curtis, 1850)
- Agonopterix broennoeensis (Strand, 1920)
- Agonopterix budashkini Lvovsky, 1998
- Agonopterix cachritis (Staudinger, 1859)
- Agonopterix cadurciella (Chrétien, 1914)
- Agonopterix capreolella (Zeller, 1839)
- Agonopterix carduella (Hübner, 1817)
- Agonopterix cervariella (Constant, 1884)
- Agonopterix chironiella (Constant, 1893)
- Agonopterix ciliella (Stainton, 1849)
- Agonopterix cinerariae Walsingham, 1907
- Agonopterix cluniana Huemer & Lvovsky, 2000
- Agonopterix cnicella (Treitschke, 1832)
- Agonopterix comitella (Lederer, 1855)
- Agonopterix conterminella (Zeller, 1839)
- Agonopterix crassiventrella (Rebel, 1891)
- Agonopterix curvipunctosa (Haworth, 1811)
- Agonopterix cyrniella (Rebel, 1929)
- Agonopterix doronicella (Wocke, 1849)
- Agonopterix dumitrescui Georgesco, 1965
- Agonopterix ferocella (Chrétien, 1910)
- Agonopterix ferulae (Zeller, 1847)
- Agonopterix fruticosella (Walsingham, 1903)
- Agonopterix funebrella (Caradja, 1920)
- Agonopterix furvella (Treitschke, 1832)
- Agonopterix graecella Hannemann, 1976
- Agonopterix heracliana (Linnaeus, 1758)
- Agonopterix hippomarathri (Nickerl, 1864)
- Agonopterix hypericella (Hübner, 1796)
- Agonopterix iliensis (Rebel, 1936)
- Agonopterix inoxiella Hannemann, 1959
- Agonopterix irrorata (Staudinger, 1870)
- Agonopterix kaekeritziana (Linnaeus, 1767)
- Agonopterix kuznetzovi Lvovsky, 1983
- Agonopterix laterella (Denis & Schiffermüller, 1775)
- Agonopterix leucadensis (Rebel, 1932)
- Agonopterix ligusticella (Chrétien, 1908)
- Agonopterix liturosa (Haworth, 1811)
- Agonopterix melancholica (Rebel, 1917)
- Agonopterix mendesi Corley, 2002
- Agonopterix multiplicella (Erschoff, 1877)
- Agonopterix mutatella Hannemann, 1989
- Agonopterix nanatella (Stainton, 1849)
- Agonopterix nervosa (Haworth, 1811)
- Agonopterix nodiflorella (Millière, 1866)
- Agonopterix ocellana (Fabricius, 1775)
- Agonopterix oinochroa (Turati, 1879)
- Agonopterix ordubadensis Hannemann, 1959
- Agonopterix pallorella (Zeller, 1839)
- Agonopterix parilella (Treitschke, 1835)
- Agonopterix perezi Walsingham, 1907
- Agonopterix perstrigella (Chrétien, 1925)
- Agonopterix petasitis (Standfuss, 1851)
- Agonopterix propinquella (Treitschke, 1835)
- Agonopterix pupillana (Wocke, 1887)
- Agonopterix purpurea (Haworth, 1811)
- Agonopterix putridella (Denis & Schiffermüller, 1775)
- Agonopterix quadripunctata (Wocke, 1857)
- Agonopterix rotundella (Douglas, 1846)
- Agonopterix rutana (Fabricius, 1794)
- Agonopterix scopariella (Heinemann, 1870)
- Agonopterix selini (Heinemann, 1870)
- Agonopterix senecionis (Nickerl, 1864)
- Agonopterix seraphimella (Lhomme, 1929)
- Agonopterix silerella (Stainton, 1865)
- Agonopterix squamosa (Mann, 1864)
- Agonopterix straminella (Staudinger, 1859)
- Agonopterix subpropinquella (Stainton, 1849)
- Agonopterix subumbellana Hannemann, 1959
- Agonopterix thapsiella (Zeller, 1847)
- Agonopterix thurneri (Rebel, 1941)
- Agonopterix tschorbadjiewi (Rebel, 1916)
- Agonopterix umbellana (Fabricius, 1794)
- Agonopterix vendettella (Chrétien, 1908)
- Agonopterix yeatiana (Fabricius, 1781)
- Depressaria absynthiella Herrich-Schäffer, 1865
- Depressaria adustatella Turati, 1927
- Depressaria albipunctella (Denis & Schiffermüller, 1775)
- Depressaria artemisiae Nickerl, 1864
- Depressaria badiella (Hübner, 1796)
- Depressaria beckmanni Heinemann, 1870
- Depressaria bupleurella Heinemann, 1870
- Depressaria cervicella Herrich-Schäffer, 1854
- Depressaria chaerophylli Zeller, 1839
- Depressaria cinderella Corley, 2002
- Depressaria corticinella Zeller, 1854
- Depressaria daucella (Denis & Schiffermüller, 1775)
- Depressaria daucivorella Ragonot, 1889
- Depressaria depressana (Fabricius, 1775)
- Depressaria deverrella Chrétien, 1915
- Depressaria discipunctella Herrich-Schäffer, 1854
- Depressaria douglasella Stainton, 1849
- Depressaria emeritella Stainton, 1849
- Depressaria eryngiella Millière, 1881
- Depressaria floridella Mann, 1864
- Depressaria gallicella Chrétien, 1908
- Depressaria genistella Walsingham, 1903
- Depressaria halophilella Chrétien, 1908
- Depressaria heraclei (Retzius, 1783)
- Depressaria heydenii Zeller, 1854
- Depressaria hofmanni Stainton, 1861
- Depressaria incognitella Hannemann, 1990
- Depressaria indecorella Rebel, 1917
- Depressaria krasnowodskella Hannemann, 1953
- Depressaria lacticapitella Klimesch, 1942
- Depressaria leucocephala Snellen, 1884
- Depressaria libanotidella Schläger, 1849
- Depressaria marcella Rebel, 1901
- Depressaria millefoliella Chrétien, 1908
- Depressaria nemolella Svensson, 1982
- Depressaria olerella Zeller, 1854
- Depressaria pentheri Rebel, 1904
- Depressaria pimpinellae Zeller, 1839
- Depressaria pulcherrimella Stainton, 1849
- Depressaria radiosquamella Walsingham, 1898
- Depressaria silesiaca Heinemann, 1870
- Depressaria sordidatella Tengström, 1848
- Depressaria subalbipunctella Lvovsky, 1981
- Depressaria tenebricosa Zeller, 1854
- Depressaria ultimella Stainton, 1849
- Depressaria ululana Rössler, 1866
- Depressaria velox Staudinger, 1859
- Depressaria veneficella Zeller, 1847
- Depressaria venustella Hannemann, 1990
- Depressaria zelleri Staudinger, 1879
- Depressaria erinaceella Staudinger, 1870
- Depressaria hirtipalpis Zeller, 1854
- Depressaria peniculatella Turati, 1922
- Depressaria dictamnella (Treitschke, 1835)
- Depressaria hystricella Möschler, 1860
- Depressaria moranella Chrétien, 1907
- Exaeretia ciniflonella (Lienig & Zeller, 1846)
- Exaeretia conciliatella (Rebel, 1892)
- Exaeretia culcitella (Herrich-Schäffer, 1854)
- Exaeretia ledereri (Zeller, 1854)
- Exaeretia lepidella (Christoph, 1872)
- Exaeretia lutosella (Herrich-Schäffer, 1854)
- Exaeretia mongolicella (Christoph, 1882)
- Exaeretia nigromaculata Hannemann, 1989
- Exaeretia niviferella (Christoph, 1872)
- Exaeretia praeustella (Rebel, 1917)
- Exaeretia preisseckeri (Rebel, 1937)
- Exaeretia allisella Stainton, 1849
- Levipalpus hepatariella (Lienig & Zeller, 1846)
- Luquetia lobella (Denis & Schiffermüller, 1775)
- Luquetia orientella (Rebel, 1893)
- Semioscopis avellanella (Hübner, 1793)
- Semioscopis oculella (Thunberg, 1794)
- Semioscopis steinkellneriana (Denis & Schiffermüller, 1775)
- Semioscopis strigulana (Fabricius, 1787)

## Belege